# Voilier
Pour les articles homonymes, voir Voilier (homonymie).

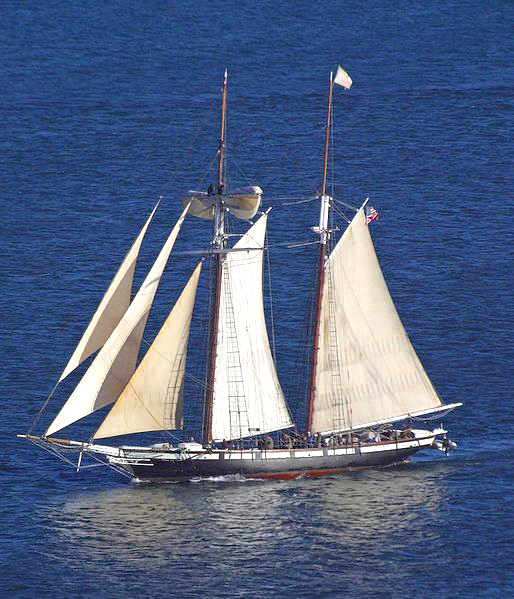
Goélette américaine Californian, réplique de 1984 du cotre C. W. Lawrence de 1847

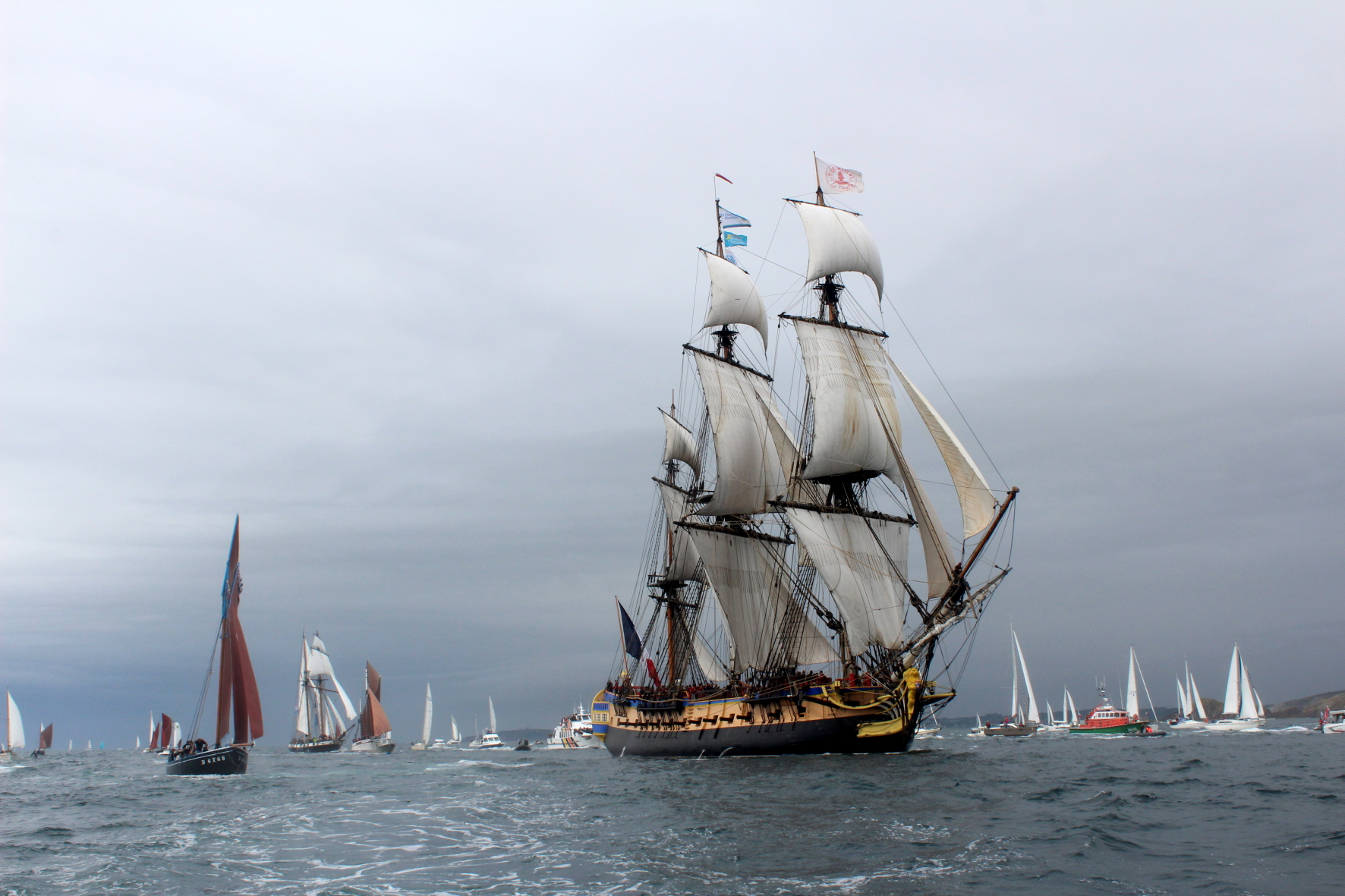
LHermione, réplique d'une frégate française du XVIIIe siècle, contemporaine de la guerre d'Indépendance américaine.

Un voilier est un bateau à voiles (pièces de tissu), propulsé par la force du vent. Historiquement, le voilier a été le premier moyen de transport à moyenne et longue distance. Les voiliers transportaient les marchandises, les passagers, le courrier. Ils étaient utilisés pour la pêche en mer, les activités militaires comme les batailles navales.
À partir de la révolution industrielle du XIXe siècle, la propulsion à voile disparaît progressivement pour le transport utilitaire, remplacée par les bateaux à vapeur.
Les voiliers restent utilisés à des fins récréatives : la voile sportive et la navigation de plaisance. Cependant, dans le contexte de la transition énergétique et de la réduction des émissions de dioxyde de carbone du secteur du transport maritime, des sociétés affrètent désormais des cargos à voile pour transporter les marchandises à travers le monde.

## Caractéristiques
Les voiliers possèdent tous certaines caractéristiques communes : une ou plusieurs coques, un gréement constitué d'au moins un mât qui porte la ou les voiles servant à la propulsion.

## Historique

### Antiquité
À travers l'Histoire, la navigation à voile a été l'instrument du développement des civilisations, apportant à l'humanité une meilleure mobilité que le déplacement terrestre, pour le commerce, le transport, la guerre et pour la pêche.

#### Pirogues océaniennes

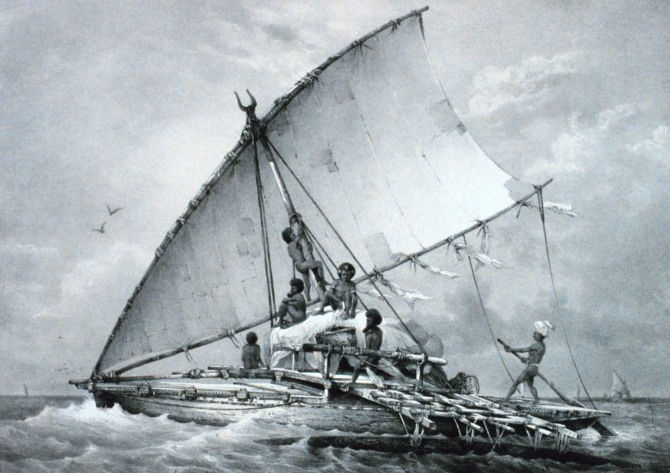
Représentation d'une pirogue à balancier des îles Viti, vers 1858

Le peuplement de l'Océanie, particulièrement de l'Océanie éloignée (Micronésie, Mélanésie, Polynésie) qui débute entre 6000 et 3500 avant notre ère, s'est vraisemblablement fait par des déplacements à la voile, pour les longues traversées de centaines ou milliers de kilomètres en pleine mer. Aucune trace ou récit ne permet de connaitre ces voiliers antiques. Il demeure la connaissance des embarcations du XVIIIe siècle découvertes à l'arrivée des premiers voyageurs occidentaux :
- la pirogue à simple coque est peu adaptée à la haute mer. En effet, l'absence de quille profonde la rend très instable en cas de vague ou de vents de travers, qui risquent de la faire chavirer. Toujours utilisée, elle sert essentiellement à la pêche en rivière, dans le lagon ou juste au-delà ;
- la pirogue à double coque (catamaran) et la pirogue à simple coque à balancier (prao) : ces bateaux permettent de remplacer la quille absente, et d'éviter ainsi le chavirement des pirogues par grosse mer ou vent de travers. Les praos sont cependant relativement fragiles, et ne semblent pas avoir été utilisés pour la navigation au grand large. Ce sont, semble-t-il, les grands catamarans, formés de deux grandes pirogues solidaires, qui ont été le moyen de navigation hauturier dominant des Austronésiens aux périodes historiques.

Au XVIIIe siècle, les catamarans hauturiers polynésiens étaient gréés avec une ou deux voiles (feuilles de pandanus tressées), partiellement pontés (planches ou rondins) et comportaient une cabine. Les techniques de charpenterie étaient complexes : essences spécifiques selon les pièces, quille en tronçons monoxyles, bordé de planches jointives (à francs-bords) renforcées par des membrures et chevillées cousues ou ligaturées, calfatage (poix, étoupe).

#### Bateau à voile et rame de Mésopotamie et Orient
La plus ancienne représentation d'un bateau à voile est une peinture sur disque trouvé dans la région de l'actuel Koweït, datée de la fin du Ve millénaire avant notre ère. Dès cette époque en Mésopotamie, des bateaux à voile et rames auraient navigué sur les grands fleuves (Tigre, Euphrate), créant des routes commerciales entre les cités. Des bateaux auraient transporté des marchandises jusqu'à Oman et peut-être jusqu'à la vallée de l'Indus (actuelle Inde). Les textes et l'iconographie ne permettent pas de détailler ces bateaux avec précision. Il apparait qu'en plus de techniques primitives (roseaux, monoxyles) des techniques de constructions avancées existaient à cette époque. L'iconographie d'un navire montre un assemblage de planches sur toute la longueur de coque, avec un pont carré et des formes très incurvées aux extrémités (à l'identique des barques égyptiennes plus tardives). Un autre navire transporte du bétail, dispose d'une cabine, d'un chef et de deux appendices (rames) à la poupe du navire.
Peut-être dès le IIIe millénaire av. J.-C. avant notre ère, plus certainement à la fin du IIe millénaire av. J.-C., la Mer Arabique devient une importante route de commerce pour des voiliers naviguant le long des côtes, et jusqu'à l'époque plus récente dite de l’Âge de la voile (en Orient).

#### Bateaux égyptiens

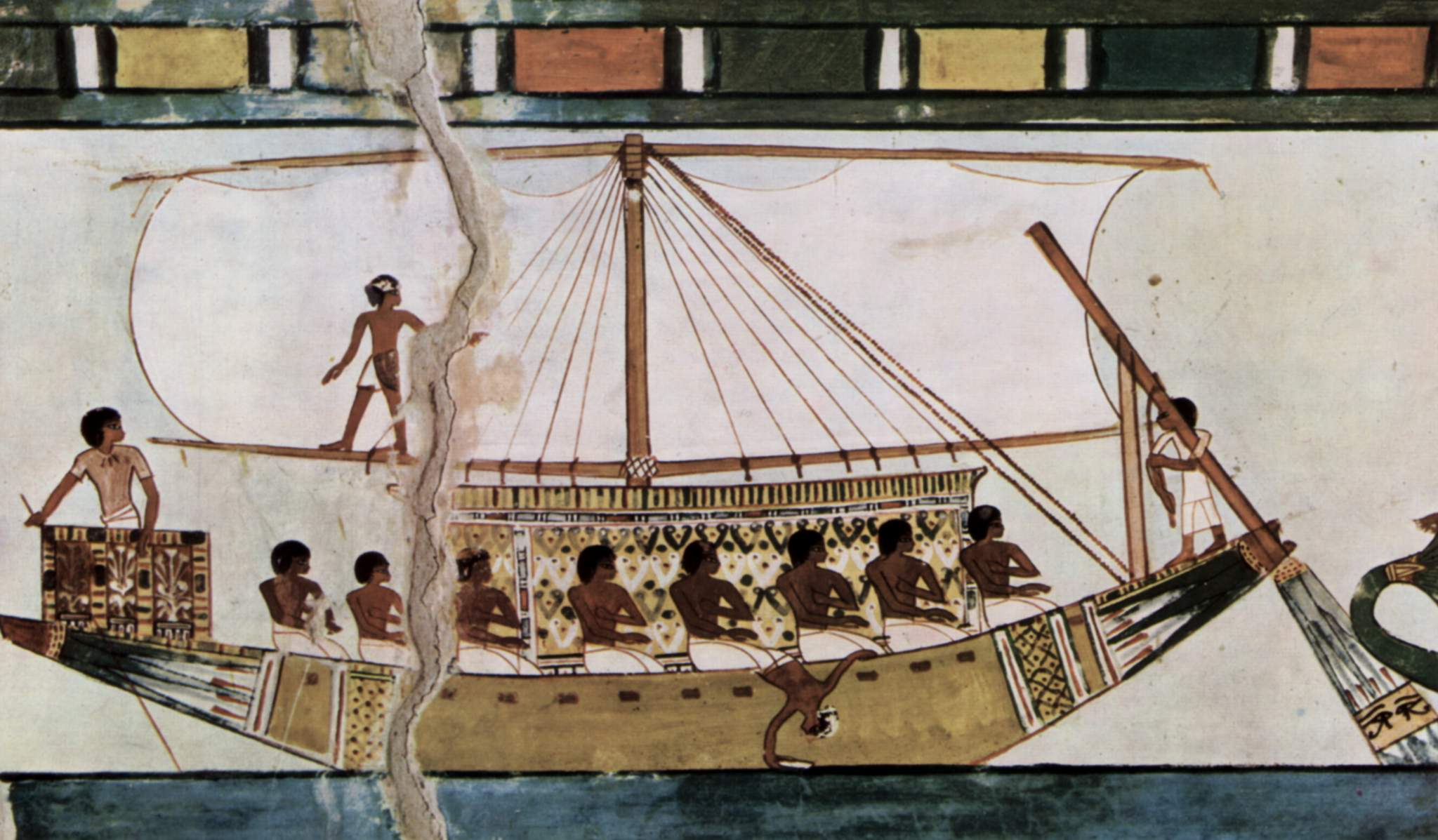
Navire égyptien, vers -1400

Dès le troisième millénaire avant notre ère, les Égyptiens utilisaient des voiliers, comme l'attestent les gravures sur un brûleur à encens trouvé dans les tombes pharaoniques de Qustul (Nubie, vers -3100 : y sont représentés, trois bateaux naviguant à la voile. Ces bateaux à voile (et à rames) étaient utilisés notamment pour se déplacer le long du fleuve Nil, sur la mer Méditerranée et la mer Rouge.
Au-delà des embarcations primitives (roseaux liés), les techniques de charpenterie nécessaires à la construction de coques en planches assemblées (à l'exemple de la barque solaire) seraient postérieures à l'an -3000 (Nagada). L'influence mésopotamienne sur la construction navale est sujet à débats. Les bateaux à voile avaient généralement un seul mât et une grande voile carrée en lin.
Une représentation de l'époque d'Akhenaton (vers -1350) atteste d'un nouveau type de gréement : les voiles carguées. Apparaissent aussi des deux-mâts et des voiles triangulaires, ensuite abandonnées. D'autres formes de coques apparaissent, vraisemblablement inspirées de la civilisation égéenne.

#### Galère

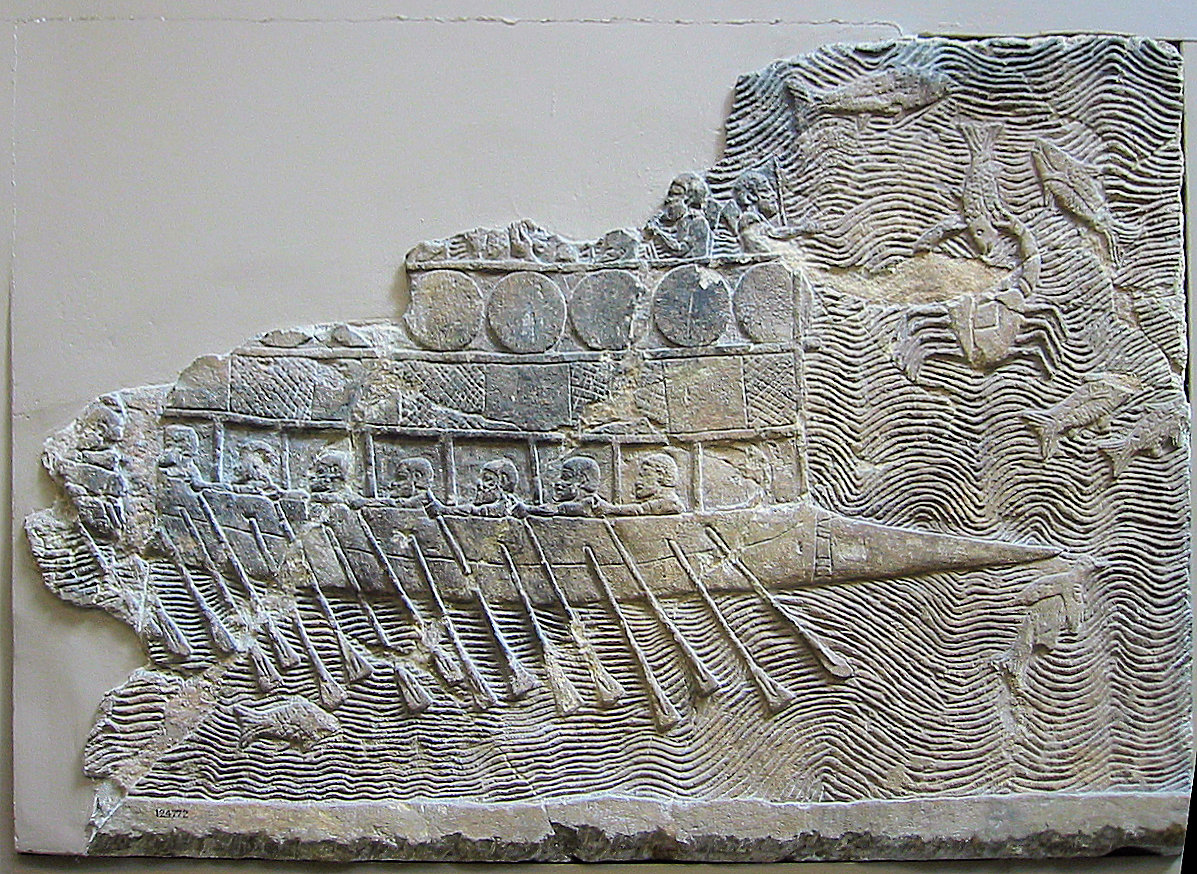
Une birème assyrienne vers VIIe siècle av. J.-C.

Dès le VIIe siècle av. J.-C., des vaisseaux de combat à voile et à rame sont utilisés par les Assyriens, les Perses et les Grecs. La trière (trois rangs de rameurs) développée à partir du pentécontère, devient dès le Ve siècle av. J.-C. le vaisseau de combat le plus efficace. Durant l'époque hellénistique a lieu une course au gigantisme avec les quadrirèmes puis les quinquérèmes. Durant le règne d'Alexandre le Grand des catapultes sont installées sur certains navires.

#### Jonque

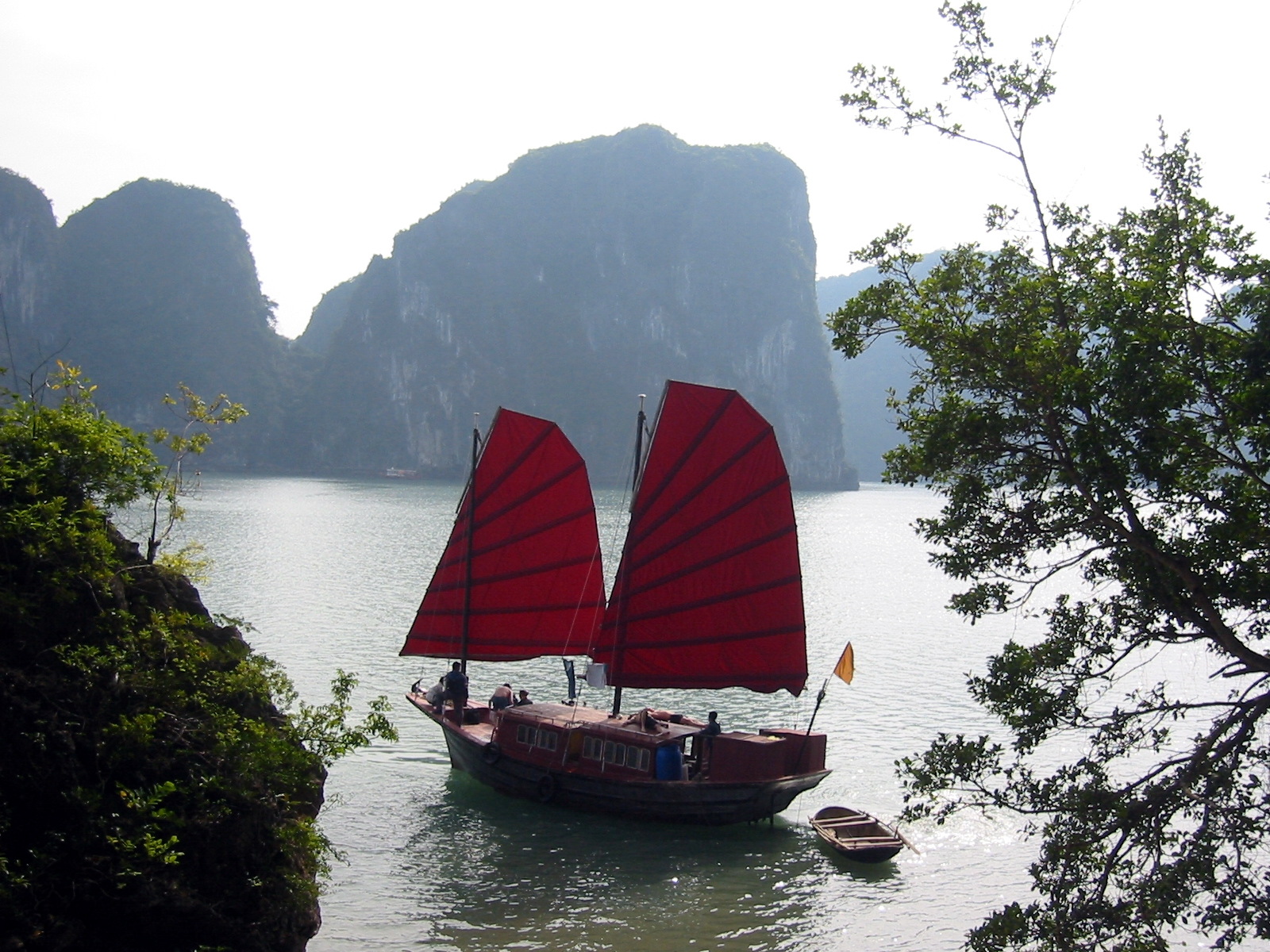
Jonque dans la baie de Hạ Long (Viêt Nam)

La jonque désigne tous les types de bateaux à voile traditionnels d'Asie. Les jonques furent utilisées pour le transport maritime au long cours au moins dès le IIe siècle de notre ère.
Le gréement de jonque est composé d'une ou plusieurs voiles entièrement lattées et « compensées » ; la voile est à côté du mât et dépasse légèrement en avant de celui-ci. Ce qui distingue le gréement de jonque des gréements occidentaux est l'utilisation de lattes relativement lourdes sur toute la longueur de la toile, la divisant ainsi en panneaux. Ces lattes (généralement en bambous), qui sont tenues au mât, raidissent la voile, tiennent sa forme et encaissent les efforts sur la voile. Chaque latte a sa propre écoute. De nombreuses innovations techniques des jonques furent incorporées ultérieurement aux bateaux occidentaux.

### Moyen Âge

#### Cogue

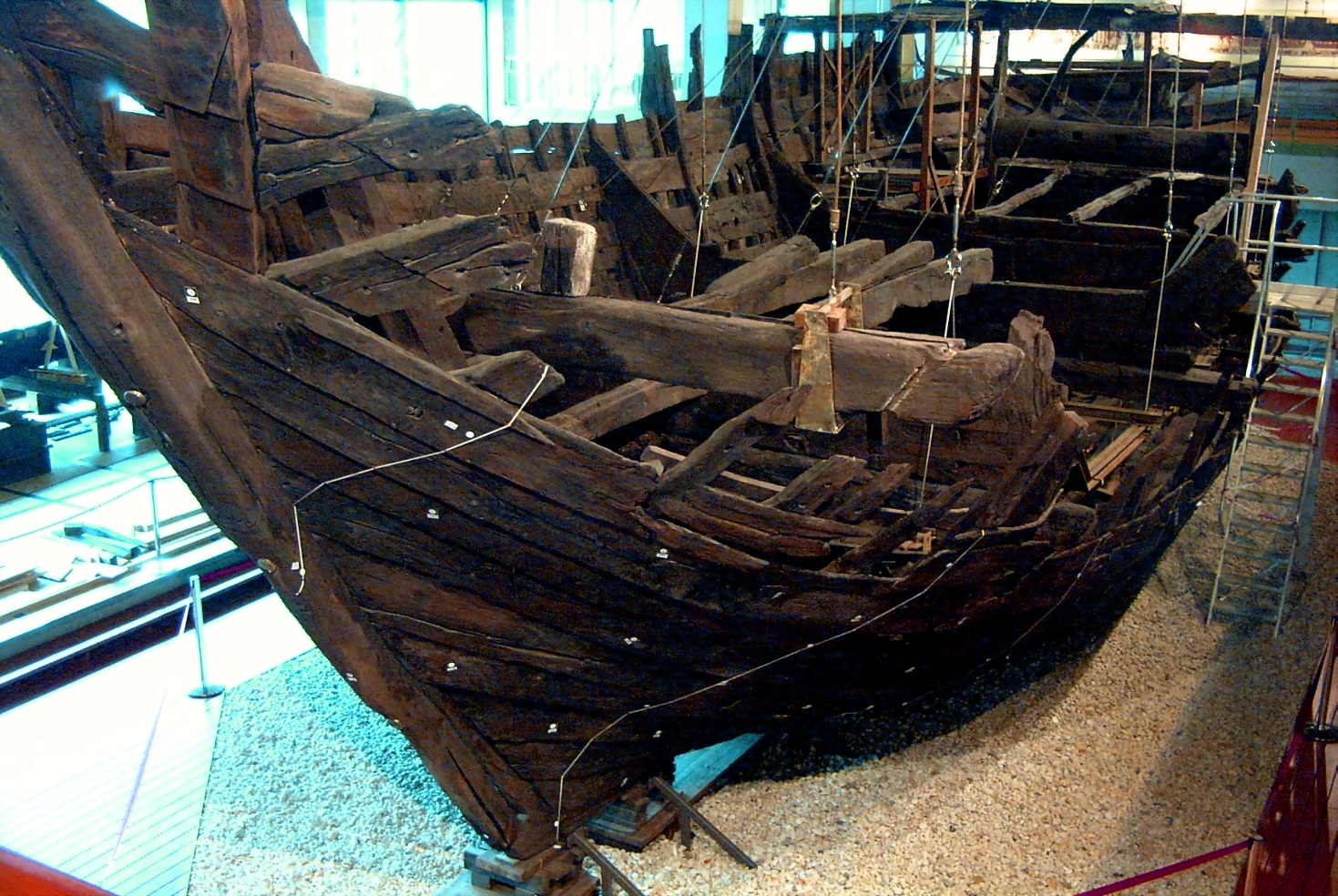
Un cogue de la Hanse daté de 1380 (musée de Bremerhaven).

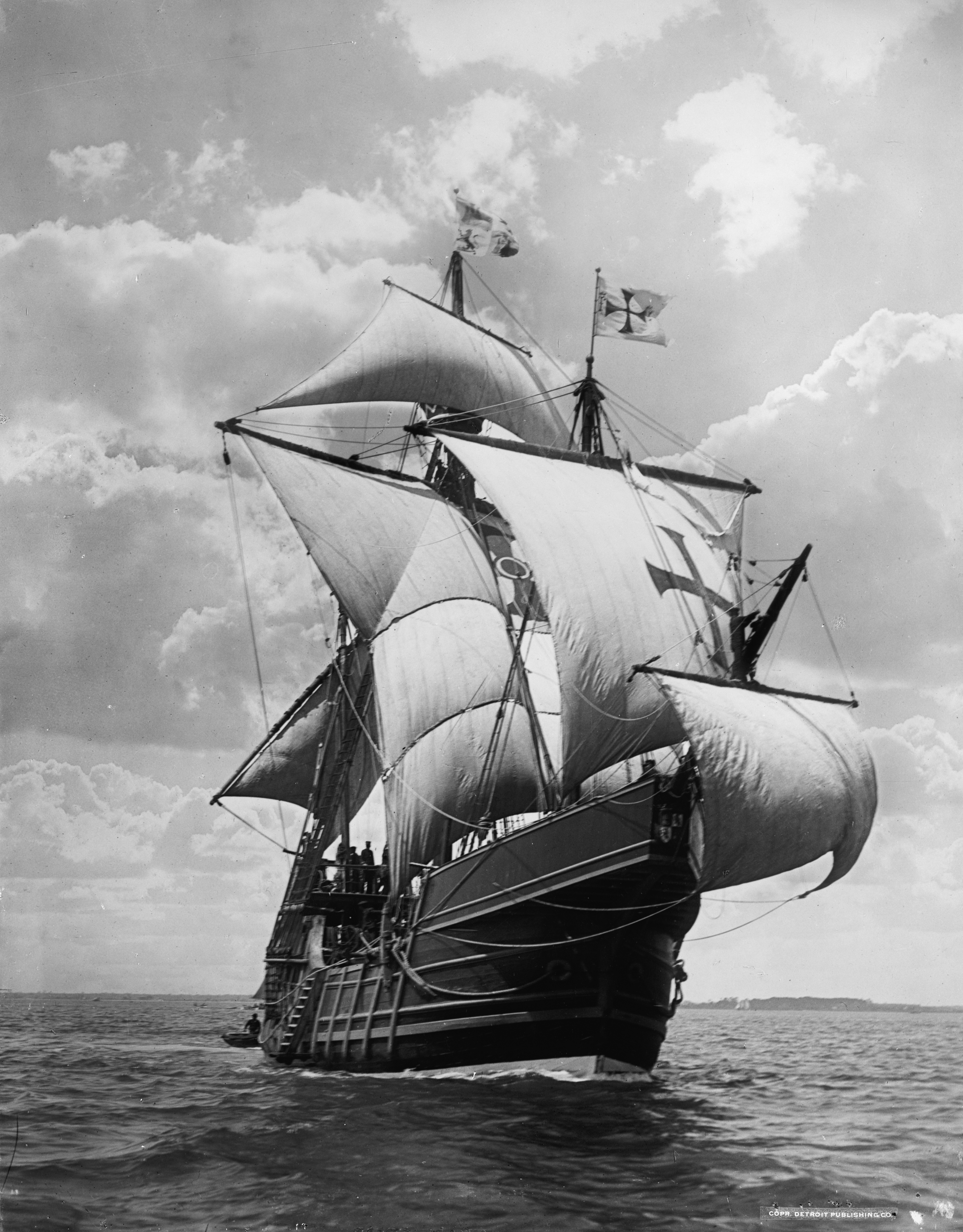
La Santa Maria.

On désigne par cogue (en vieil allemand der Koggen) un type de bateau utilisé en mer du Nord au cours du Moyen Âge.
Il s'agit d'un voilier de commerce qui fut utilisé puis armé contre la piraterie pour les échanges entre les ports de la Hanse. Il pouvait être armé de canons. Il possédait un mât et une voile carrée. Il y avait une nacelle de vigie juste sous la pointe du mât. Les cogues présentaient dès l'origine un château à l'étambot ; au cours du XIVe siècle, on leur adjoignit un château à l'avant du pont, ou gaillard d'avant.

#### Bateau viking

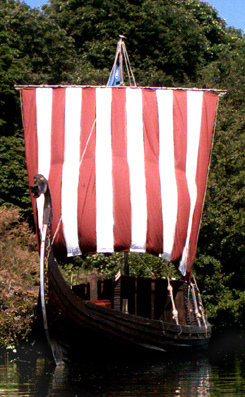
Gungnir. Voilier Viking de 18 m construit en 2001 inspiré du navire de Gokstad. Mouillé à Nemours.

Une des premières caractéristiques du bateau viking est d'être quasiment symétrique entre l'avant et l'arrière qui se répondent de part et d'autre du mât, ce qui lui permet de se déplacer indifféremment en avant et en arrière de la même manière (amphidrome).
Sa quille tient en un seul tenant, ce qui requiert de très grands arbres. Il dispose également d'un gouvernail constitué par une sorte d'aviron court à très large pelle, fixé par des attaches de cuir à tribord arrière. Son fond plat et son faible tirant d'eau lui permettaient également de naviguer par petits fonds et de s'échouer directement sur une plage lors d'un raid. La coque était constituée de planches superposées (construction à clins) qui diminuaient son enfoncement quand il était à pleine charge. Il possède un grand mât facile à dresser et à abattre qui supporte une voile rectangulaire qui lui permet de remonter au vent.

#### Caraque
La caraque ou nef est un grand navire, de la fin du Moyen Âge, caractérisé par sa coque arrondie et ses deux hauts châteaux avant et arrière. Elle fut l'un des premiers types de navires européens à pouvoir s'aventurer en haute mer. Les Espagnols l'appelaient nao (navire) et les Portugais nau, elle fut avec la caravelle, le navire des grands explorateurs de ces pays. La caraque dérive des cogues qui servaient au commerce et la guerre, en Mer du Nord et dans la mer Baltique, en particulier dans les flottes de la Hanse, depuis le XIe siècle environ. Lors des croisades (XIe et XIIe siècles), certaines cogues durent traverser la Méditerranée, et durent s'adapter par l'apport d'éléments traditionnels. Ils mesuraient alors trente mètres de longueur, huit mètres de largeur, portaient deux mâts et un total de six voiles.

#### Flûte
Une  flûte (fluit en néerlandais) est un navire de charge néerlandais équipé de trois mâts aux voiles carrées apparu à la fin du XVIe siècle. Optimisé pour le transport, peu coûteux à produire, la flûte fut un facteur important dans l'essor du commerce maritime des Pays-Bas aux XVIIe et XVIIIe siècles. Le navire, très solide, navigue sur toutes les mers du monde et connaît aussi des utilisations militaires dans la marine néerlandaise ou pour la Compagnie des Indes orientales. Au XVIIIe siècle, la flûte conserve son rôle commercial mais son utilité militaire s'efface au profit des vaisseaux de ligne « armés en flûte » pour le transport de troupes. Au XIXe siècle, on désigne ce navire sous le nom de corvette de charge dans la marine française.

### Renaissance

#### Caravelle

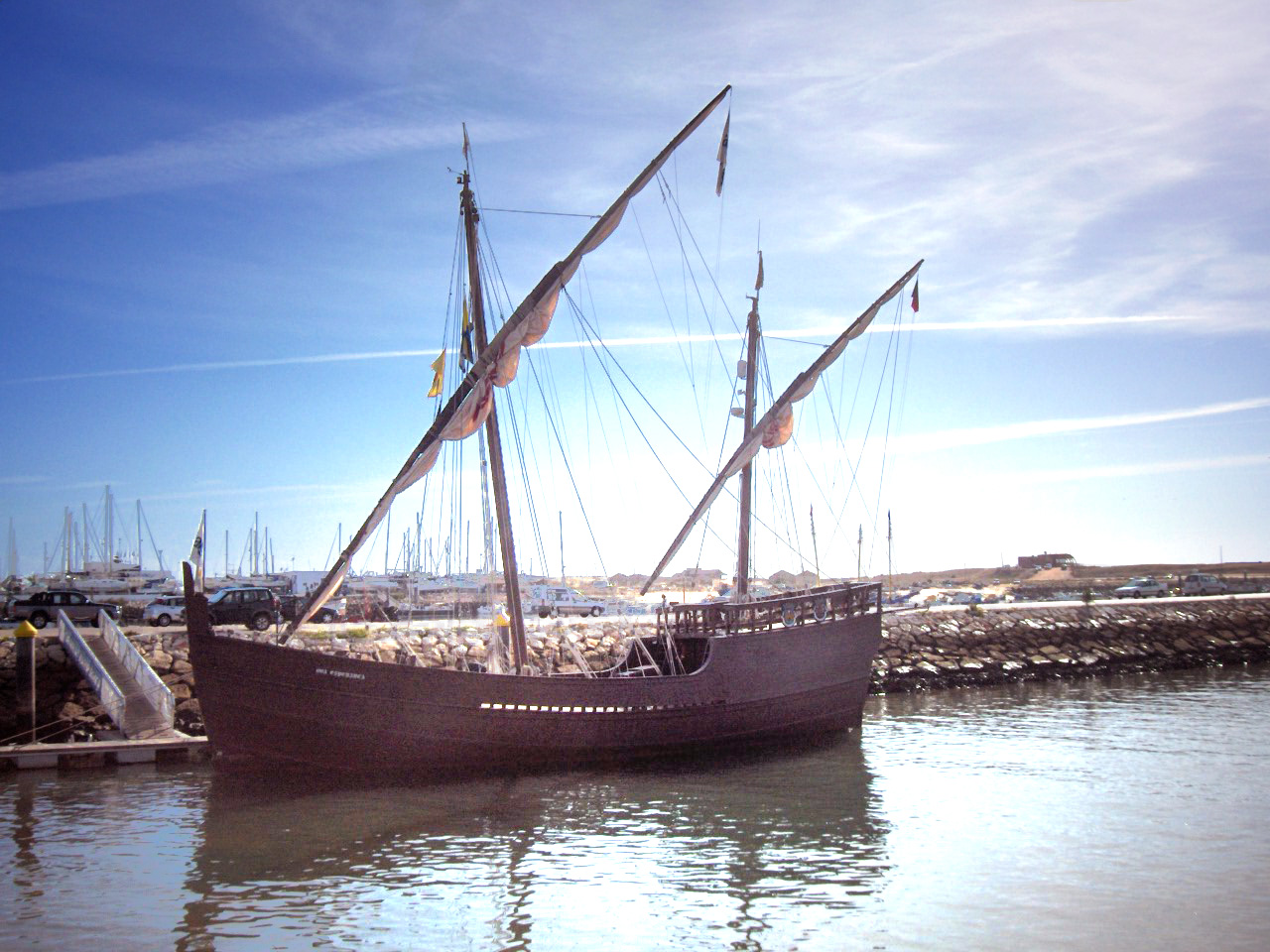
La caravelle Boa Esperança dans le port de Lagos (Portugal).

La caravelle (du portugais caravela) est un navire à voiles à hauts bords inventé par les Portugais au début du XVe siècle pour les voyages d'exploration au long cours. Évolution marine de la caraque du Moyen Âge, la caravelle s'en distingue par une taille plus élevée, entre 20 et 30 mètres, un tonnage moindre d'environ 200 tonnes et un tirant d'eau allongé. La caravelle dispose de plusieurs mâts sur lesquels sont fixées des voiles triangulaires aptes à capter la direction du vent et des voiles carrées favorables à la propulsion avec vent arrière. Les voiles latines tournant autour des mâts, grâce à de longues vergues désolidarisées du mât permettent de naviguer contre le vent. La crainte d'un retour difficile par des vents et des courants qui avaient été favorables à l'aller disparait et les explorateurs portugais se permettent alors toutes les audaces.

#### Galion

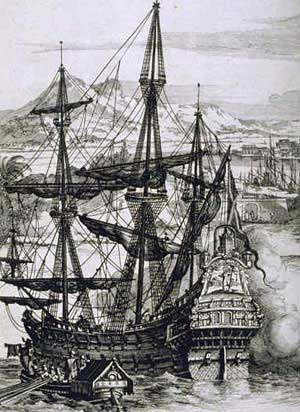
Un galion espagnol

Un galion, de l'espagnol galeón, présent en 1600, de la mer Noire à la Méditerranée, désigne un navire à plusieurs ponts, mû à la fois à la voile et aux rames comme les autres galères, qui évolua en pur voilier, utilisé en Europe et particulièrement en Espagne du XVIe siècle au XVIIIe siècle.
Possédant de 3 à 5 mâts, il constitue une évolution mêlant les techniques de la caraque nordique aux galeons méditerranéens, dans laquelle sont introduites des caractéristiques de la caravelle lusitanienne, comme la poupe carrée qui supplante celle ronde des caraques. La coque est allongée et plus fine, ce qui le rend plus rapide et l'abaissement du château le rend plus stable en diminuant le poids dans les hauts.
Il est, par contre, généralement plus petit que la caraque, dont certaines dépassaient 1 000 tonnes ; les galions étaient généralement en dessous des 500 tonnes, quoique de plus gros aient existé, comme celui de 1 200 tonneaux commandé par l'amiral ottoman Zemis Aga, dont la capture par les galères de l'Ordre de Malte devant Rhodes le 28 septembre 1644, à bord duquel se trouvait la sultane et l'héritier, fut le déclencheur la guerre de Candie.

#### Chebec

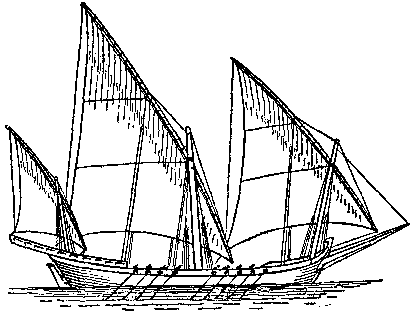
Le chébec, avec ses voiles latines.

Le chebec ou chebek, de l'arabe jebega, est un petit bateau méditerranéen armé de canons, très fin, naviguant à la voile et à l'aviron. Il est gréé en trois-mâts avec des voiles latines. D’après ce qu'on constate de l'évolution de la navigation en Méditerranée, le chébec est une embarcation maure, pêchant au filet et allant à la rame : le jebega tel qu’on le voit jusqu’au milieu du XXe siècle en Espagne, sur les plages de Malaga. Son type, assez archaïque, comporte aviron de gouverne et forts capions de proue et de poupe. Après le départ des Arabes de la péninsule (1492), l’embarcation et son nom survivent, mais le chébec, sous sa forme définitive, n’apparait qu’au XVIIe siècle chez les raïs barbaresques. Il y remplace la galère et le brigantin pour la course mais, n’ayant pas d’installations permanentes de vogue (rames), il peut porter des canons en batterie. Il devint ainsi beaucoup plus puissant que ces deux navires. Un chébec d’une quarantaine de mètres peut porter une vingtaine de canons servis par 280 hommes d’équipages, ce qui fait du navire une solide unité de guerre et lui permet d’attaquer à l’abordage, action encore possible en Méditerranée au XVIIIe siècle.

### L'Apogée de la voile (XVIIe–XVIIIesiècles)
Aux XVIIe et XVIIIe siècles voici les principales sortes de voilier :
- Brick
- Brigantine
- Corvette
- Frégate
- Goélette
- Navire de ligne ou vaisseau de ligne

Les Goélettes iront jusqu'à 7 mâts (Mât de misaine, grand mât avant, grand mât central, grand mât arrière, mât d'artimon, driver mast, pusher mast) mais la plupart des navires de l'époque ont entre 1 et 3 mâts.

### XIXe–XXesiècles
L'histoire des voiliers est marquée par la révolution industrielle du XIXe, apportant les machines à vapeur et la construction métallique (fer, acier), qui fit progressivement disparaitre la voile pour le transport utilitaire, au profit des bateaux à vapeur puis à moteurs diesels. À la même époque se développe une pratique récréative de la voile, à l'origine des voiliers modernes de sport et de plaisance.

#### Clipper
Les premiers voiliers baptisés ainsi furent les clippers de Virginie (appelés ensuite clippers de Baltimore) vers 1815, et étaient issus des plans de voiliers négriers, avec un gréement de brick-goélette ou brigantin. Ils mesuraient environ 30 mètres de long, avec des beauprés extrêmement longs. L'allongement de leurs coques les a poussés à devenir majoritairement des trois-mâts carrés.
Les clippers étaient des voiliers de taille modeste (environ 60 à 70 mètres de long) mais très rapides (vitesse de plus de 9 nœuds) et manœuvrables, construits généralement en bois au milieu du XIXe siècle et équipés progressivement de structures métalliques résistantes et bénéficiant de toutes les évolutions techniques de l’époque.
De formes très marines, menés par des équipages pléthoriques (parfois plus de 80 hommes) qui autorisaient à attendre le dernier moment pour réduire la toile, ils étaient performants et ont fait l’objet de défis homériques entre capitaines essentiellement sur la route du thé, de la Chine à l'Angleterre, du coton d’Australie ou sur la route du cap Horn de la côte est à la côte ouest des États-Unis.
Les clippers disparurent à partir des années 1870, remplacés par les grands voiliers en fer (transport lourd) et les navires à vapeur.

#### Grand voilier en fer

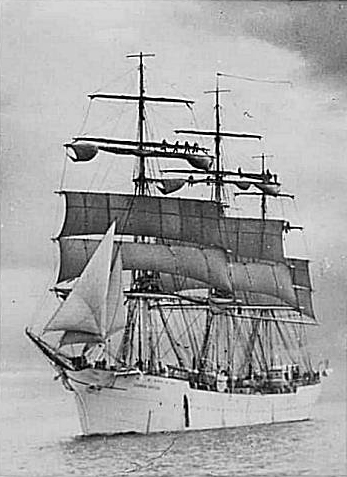
Le Laënnec de 1902

Dans la seconde moitié du XIXe siècle la construction navale, profitant des avancées technologiques, a vu le développement de la construction en fer pour les plus grandes unités. Cette construction, basée sur le rivetage de plaques sur des membrures en fer ployé, a permis d'augmenter considérablement la longueur des navires tout en maîtrisant les délais de construction et leur volume utile. Les mâtures, très divisées, étaient simplifiées autant que faire se pouvait, en ayant plusieurs mâts identiques afin de limiter le nombre de marins nécessaires à la manœuvre. Bien que leur port en lourd ait été deux fois, cinq fois, voire dix fois plus élevé que celui des clippers, leur équipage, officiers compris, était parfois inférieur à 20 hommes.
Rapidement concurrencés par les navires à vapeur pour le transport de passagers, les grands voiliers en fer subsistèrent jusqu'à la première moitié du XXe siècle pour le transport au long cours de marchandises lourdes et peu coûteuses (charbon, nickel). Les deux guerres mondiales, les lois sociales, la fiabilisation des bateaux à moteur (à vapeur puis Diesel) et leur facilité d'approvisionnement dans les ports ont sonné le glas de ces beaux voiliers.

#### Bateau à voile et à vapeur

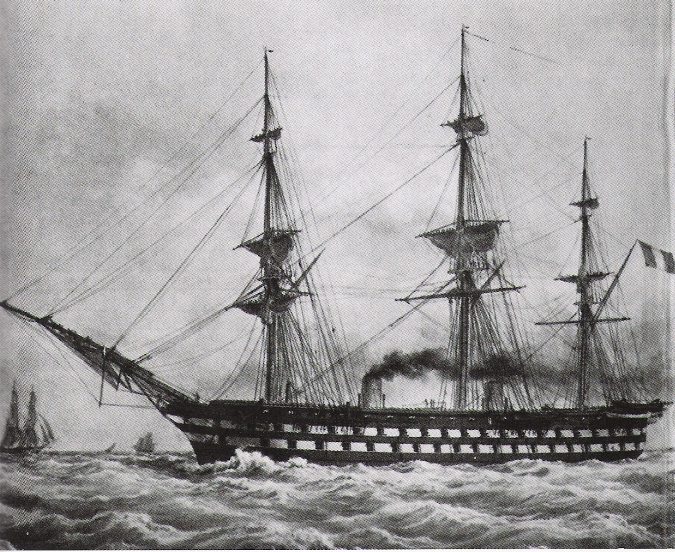
Le vaisseau de première ligne à vapeur Napoléon en 1850.

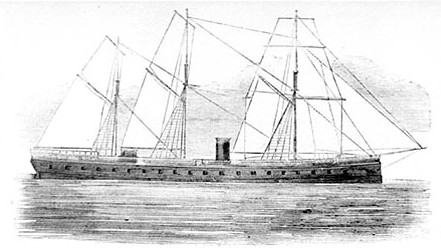
Cuirassé français Gloire (1859), à voile et vapeur

Les premières expérimentations de bateau à vapeur datent des années 1780 (Pyroscaphe), mais les faibles performances des premières machines à vapeur et de la roue à aubes restreignent ce type de propulsion aux seuls bateaux fluviaux.
Puis apparaissent des navires destinés au transport côtier et au cabotage, équipés de voiles et de chaudières à vapeur, à roues à aubes (puis à hélices). La coque et les formes de ces bateaux reprenaient généralement les formes traditionnelles des voiliers. Les voiles étaient utilisées comme propulsion principale. À partir des années 1850, les navires militaires à voile sont équipés progressivement de machines à vapeur, comme propulsion auxiliaire. À l'exemple des premiers navires mixtes de la Royal Navy Ajax, Horatio et Nelson — ou pour la Marine française du Sphinx (1829) et du premier cuirassé océanique Gloire (1859). De même les bateaux mixtes se généralisent pour le transport transatlantique de passagers, concurrencés par les rapides Clippers américains.
Puis la vapeur devient le moyen de propulsion principal des nouveaux bateaux ; la voile devenant une propulsion auxiliaire ou de secours (en cas de panne des machines), avant d'être définitivement abandonnée. En 1845 est construit le Great Britain, qui inaugure l'époque des navires à coque en fer, sans voile, propulsés par hélices.

#### Yacht traditionnel

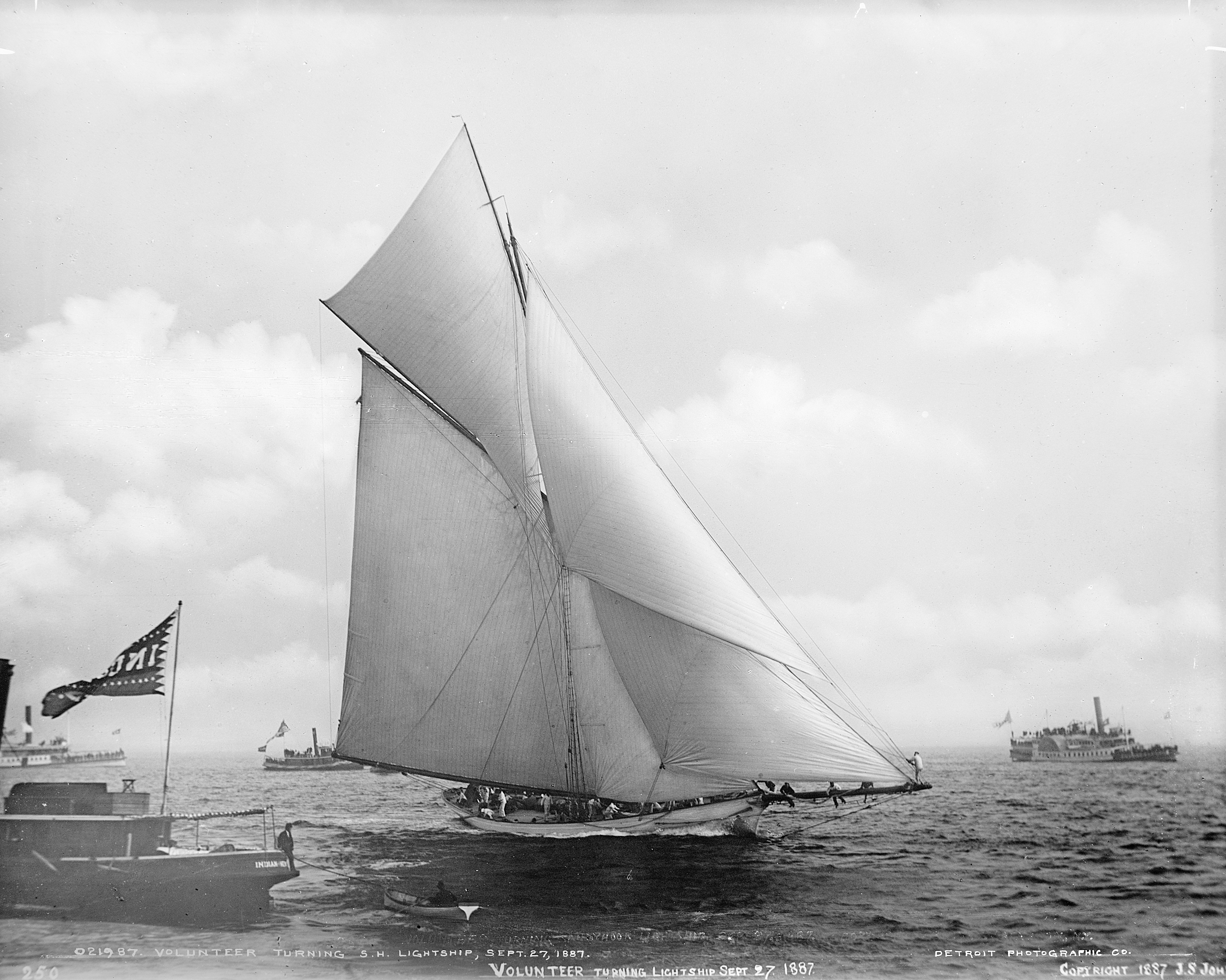
Le yacht Volunteer qui gagna la Coupe de l'America en 1887.

En Europe, les premiers yachts, petits voiliers construits pour la navigation récréative (de la noblesse et la bourgeoisie maritime) remontent au moins au XVIIe et XVIIIe siècles en Angleterre, aux Pays-Bas et en Russie et la première régate à voile serait celle organisée en Angleterre en 1662, remportée par le sloop Jamaïe du roi Charles II.
Mais l'engouement véritable pour le yachting naît au Royaume-Uni et aux États-Unis, au milieu du XIXe siècle, au sein des yacht clubs de la bourgeoisie. La construction de ces yachts s'inspire des voiliers utilitaires les plus rapides de l'époque et aux bonnes qualités nautiques : les cotres pilotes européens, et les petites goélettes américaines de pêche ou de courrier. On retrouve ainsi sur ces yachts les mêmes plans de voilure, et les coques (en bois) des bateaux de cette époque : un avant très large (maitre-bau avancé), un arrière effilé (poupe) et une quille longue et peu profonde.
La propulsion à voile étant abandonnée progressivement pour le transport utilitaire, le yachting devient une source importante d'évolutions techniques des voiliers. À partir des années 1850, à l'initiative de l'ingénieur naval John Scott Russell, les formes de coques sont inversées : l'avant devient effilé et allégé, alors que l'arrière est élargi. Le yacht America construit en 1851 démontra en course les meilleures performances de ce type de carène, adoptée ensuite par tous les voiliers.
Jusqu'aux années 1900, la surface mouillée des yachts est progressivement réduite, afin de réduire les frottements de l'eau et augmenter ainsi la vitesse. De 1900 à 1970, la quille devient progressivement plus courte (distance horizontale) et plus profonde (vers le fond de l'eau), jusqu'à aboutir à sa version moderne : un aileron vertical au bout duquel est fixé un lest. Le safran est progressivement séparé de la quille, afin d'améliorer la manœuvrabilité du bateau (au détriment de sa stabilité) : sur les petits bateaux à partir de 1900, puis sur les grands voiliers vers 1960.
Le gréement évolue peu, sinon par la démesure (parfois dangereuse) des voiles pour les bateaux de courses. Vers 1880 est inventé le spinnaker (symétrique), voile légère et très creuse (en forme de ballon) améliorant fortement les performances des voiliers dans les allures portantes. Le yacht américain Reliance, vainqueur de la Coupe de l'America de 1903, fut le premier voilier de course équipé de winchs (double vitesse, fixés sur le pont).

#### Voilier moderne

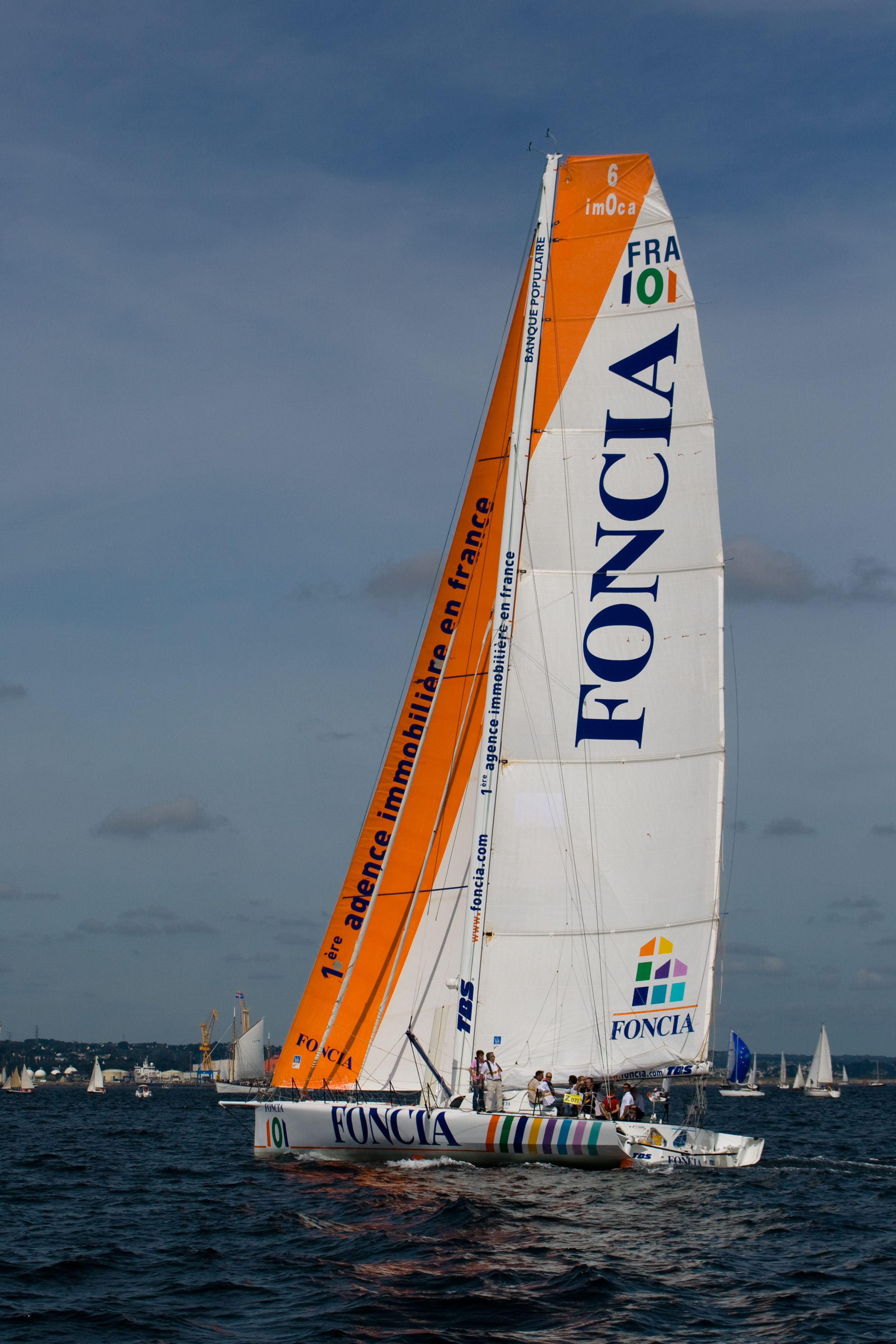
Foncia, un monocoque de 60 pieds pour la course océanique. Un gréement sloop, grand voile de type marconi. Ces voiliers modernes peuvent atteindre des vitesses moyennes de 20 nœuds (37 km/h) et réaliser plus de 500 milles (800 km) par 24h.

À la fin du XXe siècle, le gréement sloop (une grand voile et une seule voile d'avant) devient le standard pour tous les voiliers modernes, en raison de son meilleur rendement aérodynamique (allures de près). Les avantages de la division de voilure (maniabilité, flexibilité) des anciens gréements (cotre, ketch, goélette) sont compensés par les innovations d'accastillage (winchs, enrouleurs de voile, tissus synthétiques) et le haubanage moderne (Marconi) permettant un unique mât de grande hauteur.
Le bois est totalement abandonné pour la construction des coques modernes, remplacé principalement par des plastiques et sandwich de fibres synthétiques. Les formes de coque sont héritées de l'évolution des yachts traditionnels, avec un avant affiné, une quille profonde (à bulbe) et un safran (à aileron) séparé.
À partir des années 1960-1970, l'architecture et les techniques de construction divergent entre les voiliers de plaisance et les voiliers de course. Les voiliers de plaisance s'orientent vers des techniques de construction industrialisées et à coûts raisonnables (monotypie, coque en plastique), avec un souci du confort (programme de croisière, facilité à manœuvrer). À l'inverse, la construction de voiliers de course utilise des technologies innovantes et coûteuses (prototypes, nouvelles matières) pour répondre au souci de performance et à la professionnalisation de la course.

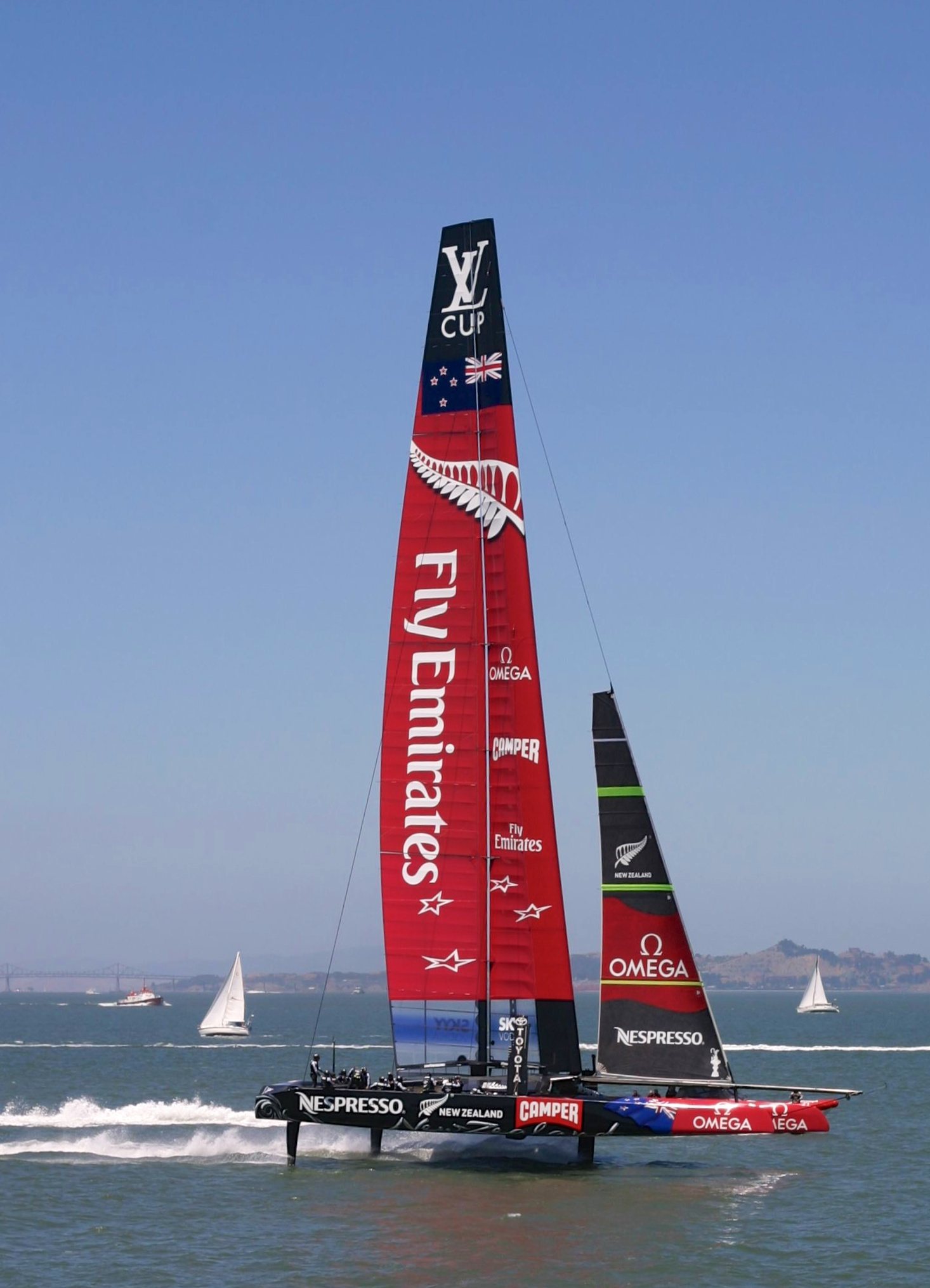
Aotearoa, un AC72 de 2013, catamaran à aile rigide et foils

Les nouvelles techniques de construction popularisent à partir des années 1980 les multicoques modernes, appréciés pour leur vitesse en course et leur confort en plaisance.
La forme de la coque (carène) est optimisée, avec notamment une surface mouillée minimum et une étrave droite : en course, pour profiter au mieux des limites de jauges (maximiser longueur de flottaison), et en plaisance pour augmenter le volume habitable pour une longueur donnée (marketing, prix des places de port).
La course est aussi vecteur d'innovations techniques intégrées progressivement à la construction de plaisance : le catamaran (Amaryllis, 1876), les carènes larges facilitant le déjaugeage (navigation au planing), le mât tournant profilé (Lady Helmsman, 1966), les voiles lattées (Hellcat, 1961), le spinnaker asymétrique, la quille pendulaire, les voiles en matières composites, les foils, les doubles safrans, le mât sur vérin hydraulique, le pilote automatique, le routage informatisé, la crash box d'étrave…

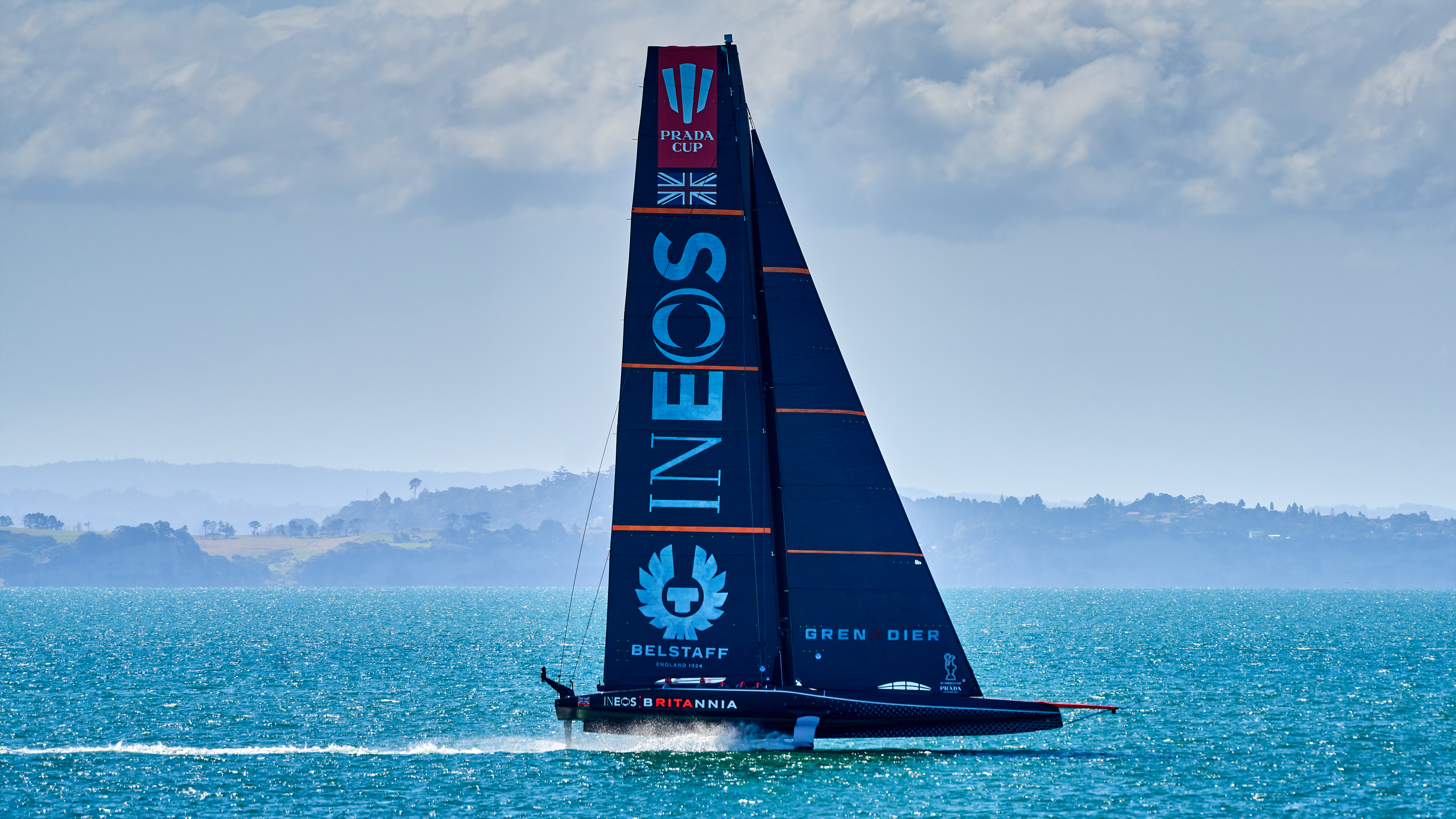
Les AC75 nouveaux bateaux à foils de la coupe de l'america

Les expérimentations les plus notoires de propulsion éolienne sans voile sont : la turbovoile (1920), les ailes volantes (kitesurf, kiteboat, etc.), le ballon dirigeable et les voiles (ou ailes) rigides utilisées en compétition depuis la Coupe de l'America 2013.

### XXIesiècle

#### Hydrofoils
Le XXIe siècle montre l'aboutissement des hommes à faire voler les bateaux, suite des travaux entrepris depuis plus d'un siècle par leur prédécesseurs. Le XXe siècle a démontré les principes de vol des navires au travers de nombreux projets prototypes et d'hommes comme Éric Tabarly qui lancera le concept d'hydroptère à voile avec son trimaran Paul Ricard, le navire a battu le record de vitesse de l'atlantique, sans avoir pu décoller du fait de sa masse trop importante. Le projet sera repris et abouti par Alain Thébault avec son hydroptère.
Il existe de nombreux voiliers utilisant des hydrofoils pour sustenter la coque hors de l'eau. En France les travaux sur l'hydroptère ont démontré ce principe de navigation qui prend un essor économique au travers de navire de course, comme les moth à foils ou les foilers de classe AC72, Imoca et ceux de la Coupe de l'America. L'objectif d'équiper un navire de foil est de pouvoir lui offrir plus de puissance et moins de trainée. Le foil va porter la coque en la faisant sortir hors d'eau pour supprimer les frottements de l'eau sur la coque.
La classe AC75 ouvre les portes d' une technologie aboutie qui permet aux navires de course de voler sur l'eau grâce à leur hydrofoil,,.

#### Voilier robot et voilier autonome
À partir des années 2000 ou 2010, le développement et la miniaturisation de l'informatique embarquée et l'amélioration des capacités de géolocalisation ont motivé des projets de « drones-voiliers » ou « voiliers sans humain » ou « voilier robot ». Ces engins propulsés à la voile sont capables de se déplacer sur l'océan de manière autonome ou semi-dirigée et de collecter des informations d'intérêt océanographique, environnemental ou pédagogique, ou de contribuer à nettoyer la mer de certains déchets ou polluants (microplastiques, marée noire par exemple).

#### Réapparition des voiliers dans la marine marchande
Dans un contexte de réduction des émissions de dioxyde carbone dans la marine marchande, des armateurs décident de construire des navires à propulsion vélique, destinés à concurrencer le transport par cargo. Le transport de la fusée Arianne 6, par exemple, sera assuré par le cargo à propulsion hybride le Canopée. Le ro-ro Neoliner Origin  dont la propulsion principale est éolienne, devrait être mis en service en 2025, sur une ligne transatlantique. De plus petites et récentes entreprises font également le choix de transporter leurs marchandises par cargo voilier, certaines en faisant même leur raison d'être, quand d'autres proposent surtout d'offrir leurs services à d'autres entreprises. Ces cargos voiliers concurrencent par certains aspects les cargos classiques, comme le temps de voyage, mais aussi par leur plus grande polyvalence, puisque de par leurs tailles, ils peuvent partir de plus petits ports, ce qui peut leur permettre de travailler avec des acteurs à une échelle plus locale.

## Classification géographique

### Atlantique et mers du Nord
- Côtes françaises : Bisquine, Chaloupe, Chasse-marée, Dundee, Flambart, Flobart, Gabare, Goélette paimpolaise, Lougre, Sinagot, Txalupa
- Baltique : Crayer

### Orient
- Dinga ou Dinghy ou Dinguy : barque à un mât et à quille de la côte de Malabar
- Doni : Ceylan
- Dungiryah : Bombay
- Jonque
- Pinisi : sud de Célèbes

### Moyen-Orient
Les compétences traditionnelles de construction et de navigation des bateaux iraniens Lenj dans le golfe Persique, et particulièrement à Qeschm, sont inscrites sur la liste du Patrimoine culturel immatériel de l'Unesco.

### Méditerranée
Barque catalane, Pointu, Rafiot, Corallière (Italie), Dromon (Grèce), Djeme d'Alexandrie, Felouque, Boutre ou Dhow

## Classification d'après le type de gréement

### Un mât
- Catboat sans voile d'avant
- Sloop comportant une seule voile d'avant : le foc
- Cotre avec plusieurs voiles d'avant : les focs et trinquette

### Deux mâts
- Brick
- Goélette
- Hourque
- Ketch
- Senau
- Yawl

### Trois mâts et plus
- Trois-mâts
  - Trois-mâts carré
  - Trois-mâts barque
  - Trois-mâts goélette
  - Goélette à trois mâts
- Quatre-mâts barque
- Cinq-mâts
- Six-mâts
- Sept-mâts : Thomas W. Lawson

## Classification d'après le nombre de coques
Les voiliers ont évolué au fil du temps par le nombre de coques, la naissance des multicoques apparait dans les années soixante sous la forme catamaran. Le XXIe siècle donnera naissance aux voiliers sans coque.

### Sans coque
Les voiliers sans coque apparaissent avec la naissance des hydrofoils afin de faire sustenter le navire. C 'est la naissance du zérocoque.

## Navires à voile célèbres dans l'histoire de l'Occident
- Santa Maria, caraque navire amiral de Christophe Colomb lors de son premier voyage, et La Niña et La Pinta, caravelles l'accompagnant, (1492)
- S. Gabriel, caraque navire amiral de Vasco de Gama lors de son premier voyage vers l'Inde. La S. Rafael et la Bérrio, caraques, l’accompagnent (1497)
- Mayflower, navire qui transporta les premiers colons en Amérique du Nord (1620)
- Vasa, navire de guerre construit pour le roi Gustave II Adolphe de Suède, entre 1626 et 1628. Le navire sombra après une navigation d'à peine un mille marin lors de son voyage inaugural (1628)
- Hermione, frégate qui ramena le marquis de La Fayette vers les États-Unis en 1780
- L'Astrolabe et La Boussole, navires de Jean-François de La Pérouse 1785
- HMS Victory, navire amiral de la flotte de Nelson (1805, bataille de Trafalgar)
- La Méduse, célèbre pour l'évocation de son naufrage en 1816 (1810)
- L’Astrolabe, navire de Jules Dumont d'Urville (années 1820) lancé en 1812 sous le nom de La Coquille.
- America, premier vainqueur de la coupe qui porte son nom (1851)
- Cutty Sark, célèbre clipper de la course au thé (1869)
- Pourquoi-Pas ?, plusieurs navires d'exploration polaire du commandant Charcot (1893)
- Belem, dernier trois-mâts barque français (1896)
- Pen Duick, série de voiliers d'Éric Tabarly
- Pamir, quatre-mâts barque allemand (1905)
- Duchesse Anne, premier voilier-école allemand et le plus grand voilier (trois-mâts carré) conservé en France (1901)
- Amerigo Vespucci, voilier école de la Marine italienne 1931.